# 横尾駅 (長野県)
横尾駅（よこおえき）は、かつて長野県小県郡真田町（現・上田市）に存在した上田交通真田傍陽線の駅（廃駅）である。

## 概要
真田傍陽線は、上田交通の前身の上田温泉電気軌道によって北東線として開業したが、構想の段階では、本原駅から傍陽駅へ向かう当路線は長野電鉄河東線（後の屋代線）の松代駅に接続する計画であり、こちらが本線として予定されていた。しかし、傍陽駅から先がトンネル工事という点で問題があったため断念、真田駅へ向かう線が本線となり、当路線は支線に格下げとなった。
その支線の最初の駅が当駅である。本原駅から左側の線路を進み、神川第二鉄橋を渡って神川の支流の洗馬川沿いに進み、千古温泉の入り口道路を交差したところに位置していた。
当駅は真田町大字横尾（現在は上田市真田町横尾）にあったためこの駅名となったが、真田町となる以前は小県郡長村に属しており、本原 - 傍陽間では唯一の長村域の駅であった。

## 歴史
- 1928年（昭和3年）4月2日：上田温泉電軌北東線の本原 - 傍陽間開通に伴い開業[1]。
- 1939年（昭和14年）8月30日：上田温泉電軌の社名変更および線名改称に伴い、上田電鉄菅平鹿沢線の駅となる。
- 1943年（昭和18年）10月21日：会社合併に伴い、上田丸子電鉄の駅となる。
- 1960年（昭和35年）4月1日：線名改称に伴い、真田傍陽線の駅となる。
- 1969年（昭和44年）6月1日：上田丸子電鉄の社名変更に伴い、上田交通の駅となる。
- 1972年（昭和47年）2月20日：真田傍陽線の廃線に伴い廃止。

## 駅構造
単式ホーム1面1線と待合室があるだけの駅であり、ホームは線路の西側（傍陽方面に向かって左側）に位置した。最初は駅舎を持つ駅員配置駅として開業されたが、上田丸子電鉄になってから駅員無配置駅となった。

## 廃止後の状況
駅の廃止後は上田交通→上電バス→上田バスのバス停留所となった。
停留所は長野県道35号長野真田線が真田町道（現在は上田市道）の位置にあった頃は駅跡近くに設置されたが、荒井バイパス（現在は本線）が完成すると神川の橋近くに移転している。

## 隣の駅
上田交通
真田傍陽線（支線）
本原駅 - 横尾駅 - 曲尾駅